# مالكولم كولينز
مالكولم كولينز (بالإنجليزية: Malcolm Collins)‏ مواليد 1935، هو ملاكم بريطاني معتزل كان يصنف ضمن فئة الوزن الخفيف. حقق الميدالية الفضية في دورة ألعاب الكومنولث والإمبراطورية البريطانية 1954.

## الميداليات
| الميدالية | المسابقة                                           |
| --------- | -------------------------------------------------- |
| فضية      | دورة ألعاب الكومنولث والإمبراطورية البريطانية 1954 |
| فضية      | دورة ألعاب الكومنولث والإمبراطورية البريطانية 1958 |